# Битва на Балтійському морі (1914—1918)
Кампанія на Балтійському морі (1914—1918) — військова кампанія флотів Антанти (Російської та Британської імперій) проти військово-морських сил Німецької імперії на морському просторі Балтійського моря в роки Першої світової війни.
До початку воєнних дій російський Балтійський флот значно поступався німецькому кайзерівському флоту, тому усі його плани будувалися з розрахунку на підтримку дій своїх наземних сил. Втім, кайзерівський флот для дій на Балтійському морі обмежився незначним угрупованням бойових кораблів, яке виконувало другорядні завдання. З початку серпня 1914 року розпочалися бойові дії, які скоріше мали характер розвідки боєм, ніж повномасштабних бойових зіткнень флотів двох держав. Протягом кампанії 1914 року російський Балтійський флот перейшов від пасивного очікування противника в гирлі Фінської затоки до активних дій на всій акваторії моря.
У 1915 році німецький флот, зосереджуючи основні зусилля на підтримці своїх військ, що наступали вздовж Курляндського узбережжя, перекинув з Північного моря до Балтики велике з'єднання лінійних кораблів, крейсерів і ескадрених міноносців. Слідом відбулись зіткнення російських та німецьких кораблів у Готландському бою та бою в Ризькій затоці. Невдала операція з прориву в Ризьку затоку змусила німців тимчасово відмовитися від активних боїв і до кінця кампанії 1915 року перейти до оборонних та демонстративних дій. Натомість Балтійський флот скористався поліпшенням оперативної обстановки й розгорнув боротьбу на німецьких морських комунікаціях, використовуючи підводні човни, надводні кораблі й мінну зброю.
До початку кампанії 1916 року німецьке верховне командування повернуло лінійні з'єднання флоту, що діяли на Балтиці, в Північне море. Але Балтійський флот росіян, попри виникнення величезної переваги над противником, жодних активних дій по суті не планував, залишаючись пасивним. Єдиним серйозним зіткненням став рейдовий наліт російських кораблів на німецький конвой у шведській бухті Норрчепінг у червні 1916 року, що завершився провалом.
Кампанія 1917 року увінчалася повним успіхом німецького флоту. Російський флот продовжував перебувати в пасивному стані, не чинячи жодних спроб активних бойових дій. До того ж льодова обстановка взимку та навесні не сприяла проведенню масштабних військових дій. Але вирішальним фактором стало те, що в Російській імперії вибухнула гостра політична криза, яка наприкінці лютого — початку березня 1917 року призвела до повалення російської монархії і створення Тимчасового уряду. Втім, у вересні 1917 року після здобутої в Ризькій операції перемоги німецьке командування провело операцію «Альбіон» з метою захоплення Моонзундських островів. А після 7 листопада 1917 року та перемоги більшовицького перевороту в Росії ймовірність військових дій з боку російського флоту на Балтиці впала до нуля і флот Німецької імперії також припинив діяльність на морі, фактично залишившись переможцем.

## Історія

### Передумови
До початку Першої світової війни російський Балтійський флот, який був незмірно слабшим за німецький, відповідно до передвоєнних планів розгорнувся в гирлі Фінської затоки в очікуванні спроби противника великими силами прорватися в затоку. Російський флот не мав далекосяжних оперативних планів дії у відкритому морі й переважно готувався діяти на підтримку своїх наземних сил на випадок спроби прориву десантів противника у Фінську затоку. Виходячи з цього флот був підпорядкований командувачу 6-ї армії (генерал від артилерії Фан-дер-Фліт К. П.), який відповідав за оборону Санкт-Петербурга й узбережжя Фінської затоки.
Втім, кайзерівський флот не мав такого наміру. Навпаки, німці самі очікували на наступальні дії російського флоту й для дій на Балтійському морі морське командування виділило значно слабкіше за російське угруповання бойових кораблів, яке повинно було обмежитися лише другорядними діями, зосереджуючись на стримуванні росіян та недопущенні їхнього прориву до німецьких берегів. Щоб приховати оборонний характер свого плану війни на Балтиці, німці демонстративно поставили мінні поля біля російського узбережжя. 20 липня (2 серпня) 1914 вони виставили 100 мін біля Лібави й обстріляли її, хоча російських кораблів там вже не було. Потім німці поставили мінне загородження з 200 мін біля входу до Фінської затоки, на меридіані мису Тахкона (на північно-західному кінці острову Гіюмаа (Даго) — Ганге. Але ці загородження не справили того ефекту, на який розраховувало командування Кайзерліхмаріне, оскільки незабаром воно було виявлене росіянами.

### Битва

#### Кампанія 1914 року
31 липня (12 серпня) 1914 року росіяни розпочали військові дії на Балтиці. О 6:56 російські мінні загороджувачі під прикриттям лінкорів почали ставити перші міни.
1 (13) серпня 1914 німецький мінний загороджувач «Дойчлянд» під ескортом легких крейсерів «Аугсбург» і «Магдебург» і трьох есмінців вирушив до Фінської затоки для постановки мінного загородження, але у відкритому морі німці наразилися на російські панцерні крейсери «Адмірал Макаров» і «Громобой». Російський командир вважаючи, що випадково зустрів велике крейсерське угруповання німців, зокрема крейсери «Рун» та «Принц Генріх», дав наказ відступити, не ув'язуючись у бій. Противники розійшлись, але через загрозу зіткнення з росіянами «Дойчлянд» поставив мінне поле, не доходячи 45 миль до запланованого району.
Після невдалої операції командувач силами німецького флоту на Балтиці, принц Генріх, замінив командира крейсерської флотилії контрадміралом Берінгом, який розпочав активні дії.
13 (26) серпня 1914 німецькі крейсери «Аугсбург» і «Магдебург» у супроводі двох ескадрених міноносців V25, V26 і міноносця V18 здійснили спробу атакувати російський дозор у гирлі Фінської затоки. Однак при проведенні маневру біля острова Оденсгольм крейсер «Магдебург» налетів на мілину. Спроба стягнути його з мілини за допомогою есмінця V26 не увінчалася успіхом, тому командир флотилії віддав наказ евакуювати екіпаж з постраждалого крейсера. Російські крейсери «Богатир» та «Паллада» виявили постраждалий німецький крейсер і обстріляли його. У стрілянині загинуло 15 німецьких матросів. Німці, не бажаючи віддавати свій корабель, підірвали крейсер, проте 57 моряків екіпажу, в тому числі його командир, були захоплені росіянами в полон. Водолази витягли два примірники сигнальної книги й шифрувальну таблицю, за допомогою якої на кайзерівському флоті кодувалися радіограми. Один екземпляр сигнальної книги й копію шифрувальної таблиці російське командування передало британцям. Захоплення цих документів значною мірою полегшило союзникам ведення радіорозвідки на морських театрах. Загибель «Магдебурга» та інші невдачі німецьких морських сил змусили німецьке командування тимчасово припинити активні дії на Балтійському морі.
| Серпень 1914 року | Дредноути | Лінійні кораблі | Панцерні крейсери | Бронепалубні крейсери | Легкі крейсери | Есмінці (міноносці) | Есмінці (міноносці) | ПЧ |
| Серпень 1914 року | Дредноути | Лінійні кораблі | Панцерні крейсери | Бронепалубні крейсери | Легкі крейсери | Нові                | Старі               | ПЧ |
| ----------------- | --------- | --------------- | ----------------- | --------------------- | -------------- | ------------------- | ------------------- | -- |
| Російський флот   | 2         | 4               | 5                 | 4                     | —              | 1                   | 62                  | 13 |
| Німецький флот    | —         | —               | —                 | —                     | 7              | 3                   | 6                   | 2  |

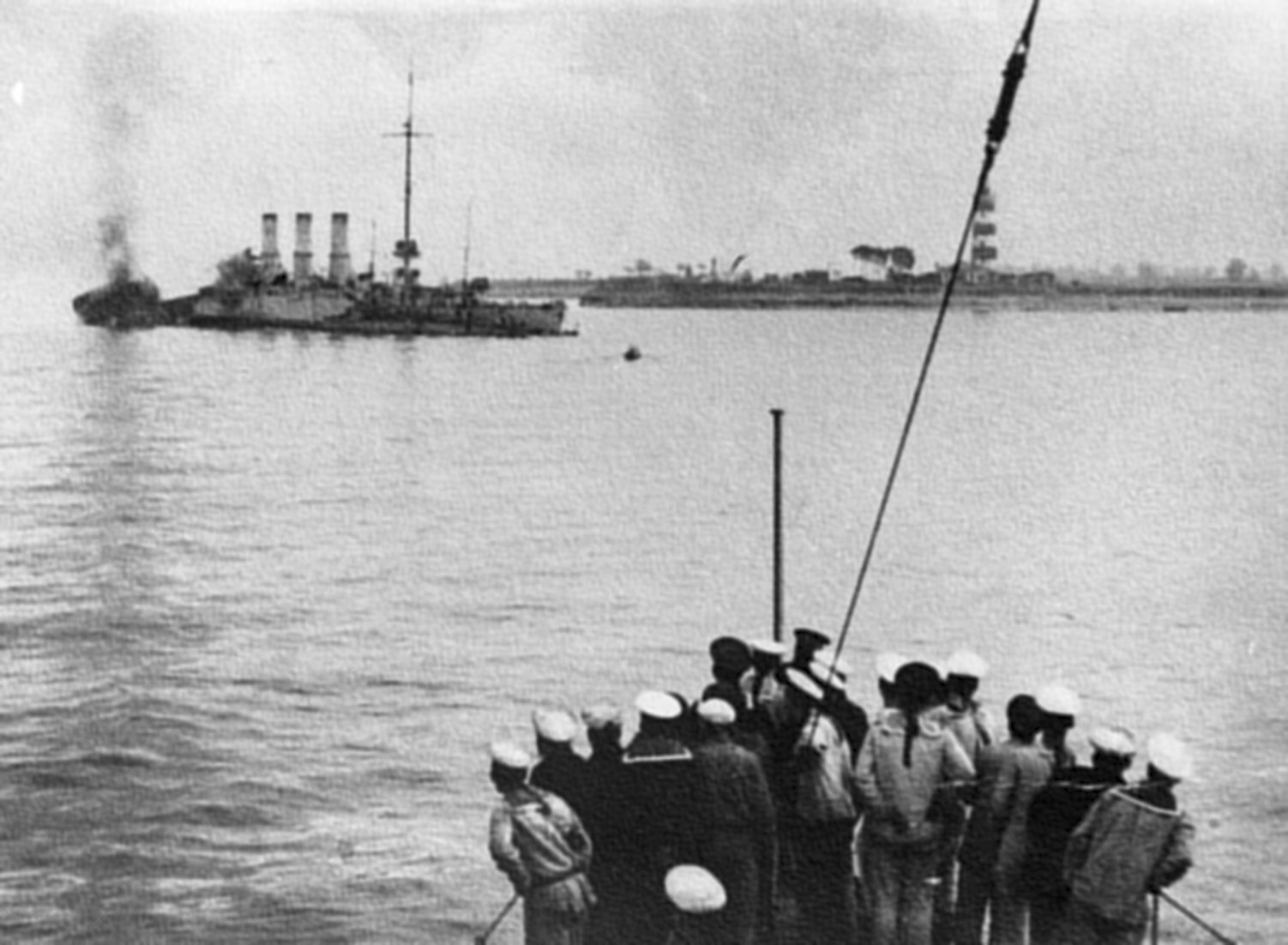
Німецький крейсер «Магдебург» на мілині біля острова Оденсгольм. Серпень 1914

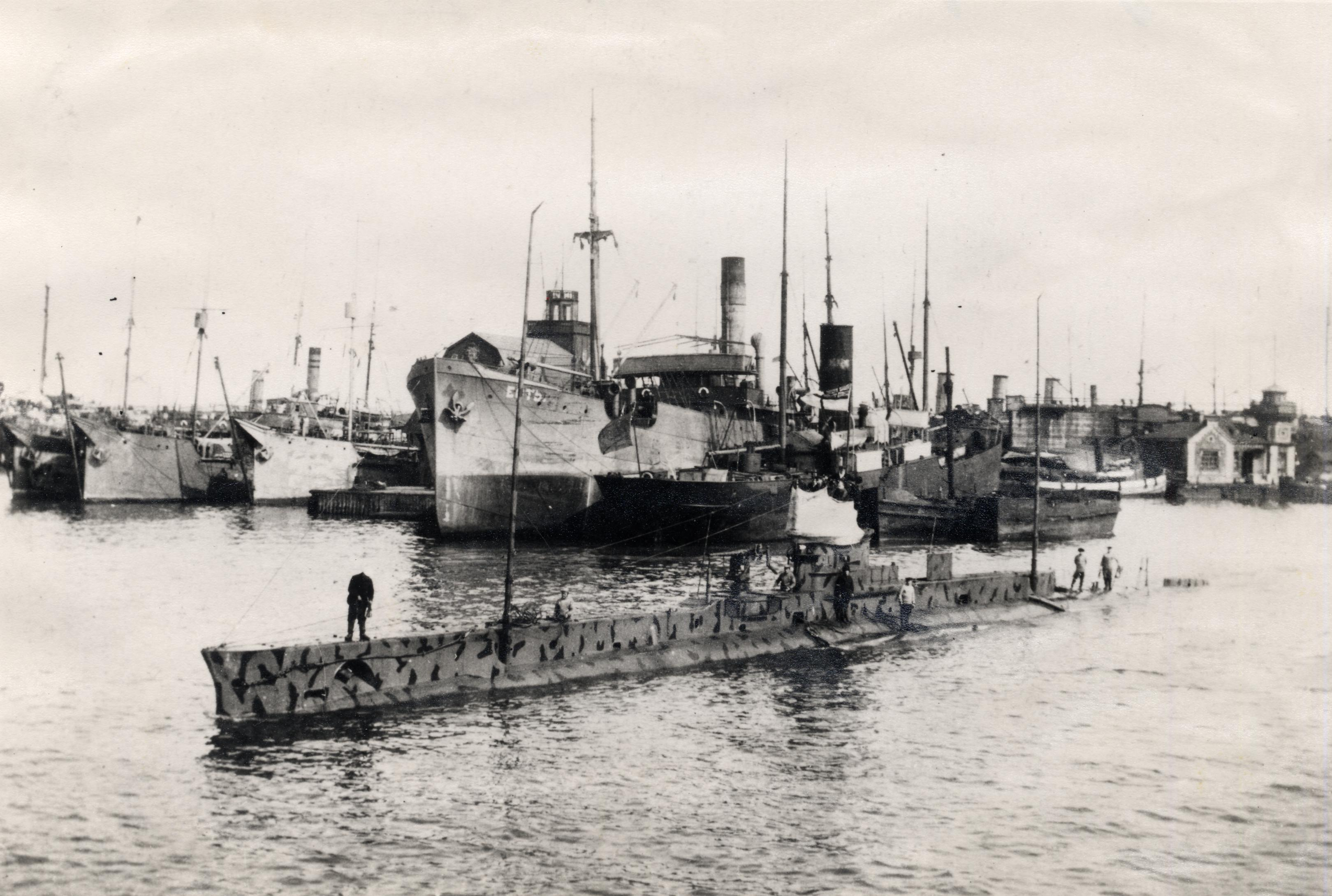
Британський підводний човен E18 виходить в останній похід з Ревеля. 25 травня 1916

За цих обставин керівництво російського флоту зважилося на більш рішучі дії. На початку вересня вийшов наказ командувача флотом, який визначав, що поряд з виконанням основного завдання — недопущення прориву німецького флоту у Фінську затоку, активізувати дії російського флоту, поширивши їх на середню і південну частини Балтійського моря. У зв'язку з цим частини сил флоту змінили свої райони базування. Обидві бригади крейсерів перейшли в Лапвік (Фінляндія), 1-ша мінна дивізія перейшла з Ревеля в Моонзунд (рейд Вердер), а 2-га мінна дивізія — в Або-Аландський район (рейд о. Ере).

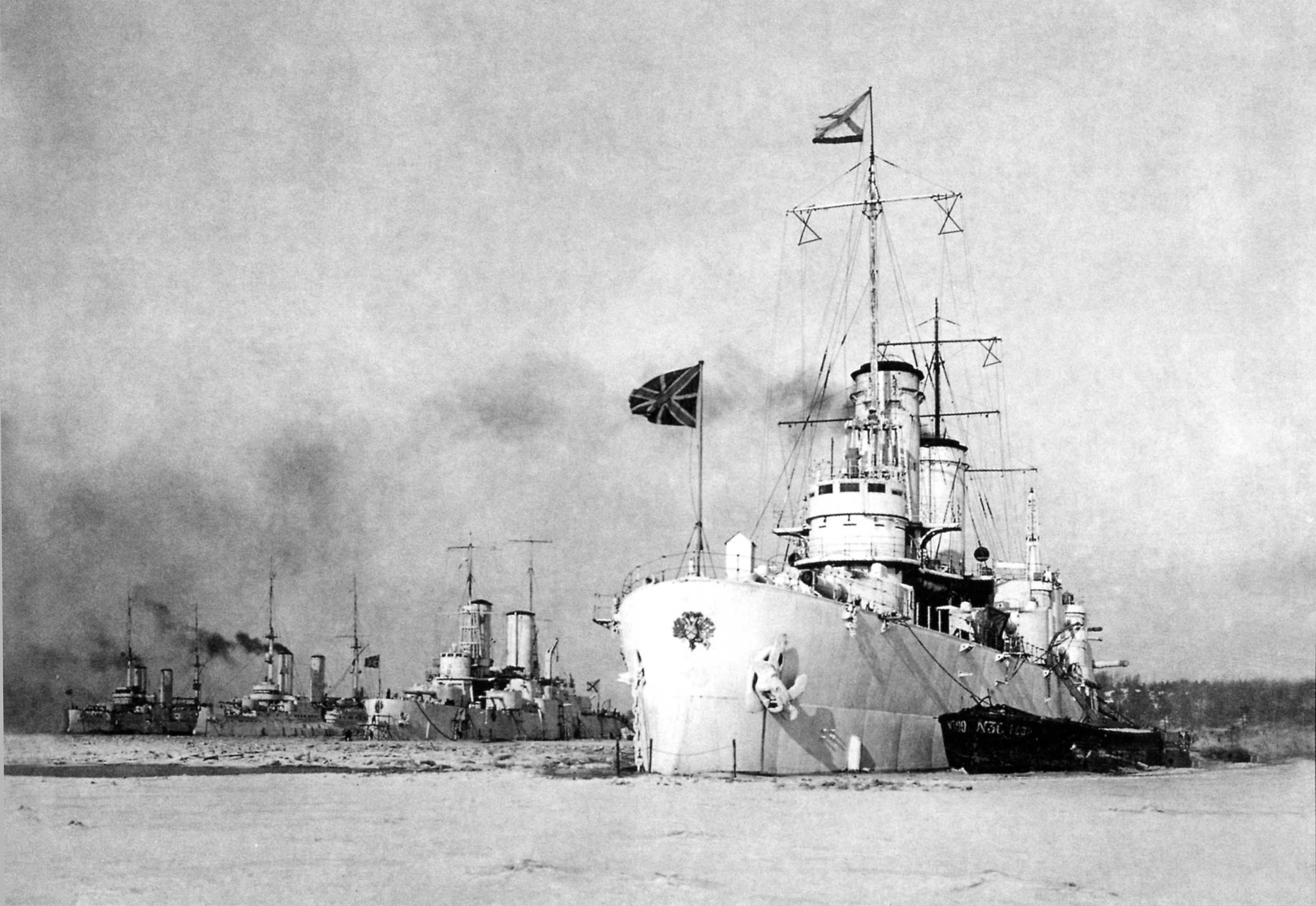
2-га бригада лінкорів у гавані Гельсінгфорса. Зима 1914—1915

У другій половині вересня командування Кайзерліхмаріне готувало висадку морського десанту на узбережжя Курляндії, але висадка не відбулася. Поки йшли приготування до неї, німецьке командування отримало агентурні повідомлення зі Швеції про те, що в Данських протоках зосереджуються великі сили Королівського флоту Великої Британії. 12 (25) вересня командувач операцією грос-адмірал принц Генріх отримав наказ припинити підготовку, а кораблям негайно вирушити до Кіля.
28 вересня (11 жовтня) 1914 року при патрулюванні в гирлі Фінської затоки російські крейсери «Паллада» і «Баян» у супроводі міноносців «Мощний» та «Стройний» були атаковані німецьким підводним човном U-26 під командуванням капітан-лейтенанта фон Боркгейма. Внаслідок ураження торпедою «Паллада» затонув з усім екіпажем (598 осіб) внаслідок детонації боєзапасу. «Паллада» став першим російським бойовим кораблем, що загинув у Першій світовій війні.
З жовтня командування Балтійського флоту активізувало постановку мінних загороджень у південній частині моря, на маршрутах життєво важливих для Німеччини комунікації, за якими здійснювалося перевезення зі Швеції залізної руди (до 6 млн тонн на рік). Загалом крейсери «Рюрик», «Росія», «Адмірал Макаров», «Олег» та «Богатир», ескадрені міноносці, мінні загороджувачі «Амур» і «Єнісей», виставили 14 мінних загороджень (всього 1598 мін). У результаті на мінних полях німці втратили в 1914—1915 рр. панцерний крейсер «Фрідріх Карл», 4 тральщики, 2 або 3 сторожові кораблі і 14 пароплавів. Крім того, в результаті підриву отримали пошкодження крейсери «Аугсбург» і «Газелле», 3 міноносці й 2 тральщики.
Восени 1914 року Британське адміралтейство за згодою з російським урядом направило до Балтійського моря групу своїх підводних човнів, головним завданням яких була боротьба з постачанням шведської залізної руди Німеччині. У жовтні 1914 року від берегів Англії вийшла перша партія з трьох човнів типу «E»: E1 (лейтенант-командер Ноель Лоренс), E9 (лейтенант-командер Макс Гортон) і E11 (лейтенант-командер Мартін Данбар-Несміт), які здійснили перехід через небезпечні протоки Скагеррак, Каттегат і вузькі, мілкі Данські протоки. Лоренс і Гортон зуміли прорватися до Балтійського моря, втім човен Несміта наштовхнувся на щільні патрулі і, уникнувши спроби тарану і бомбардування, був змушений повернути назад. Вже 17 жовтня E1 Лоренса атакував старий німецький бронепалубний крейсер «Вікторія Луїзе», але торпеда, занурена занадто глибоко, пройшла повз корабель.
6 грудня «Дойчлянд» встановив мінні загородження у Ботнічній затоці поблизу фінських морських портів Порі та Раума. Внаслідок цього три шведські судна Everilda, Luna і Norra-Sverige підірвалися та затонули біля Порі. Через це весь рух між Швецією та Фінляндією був паралізований на декілька днів.

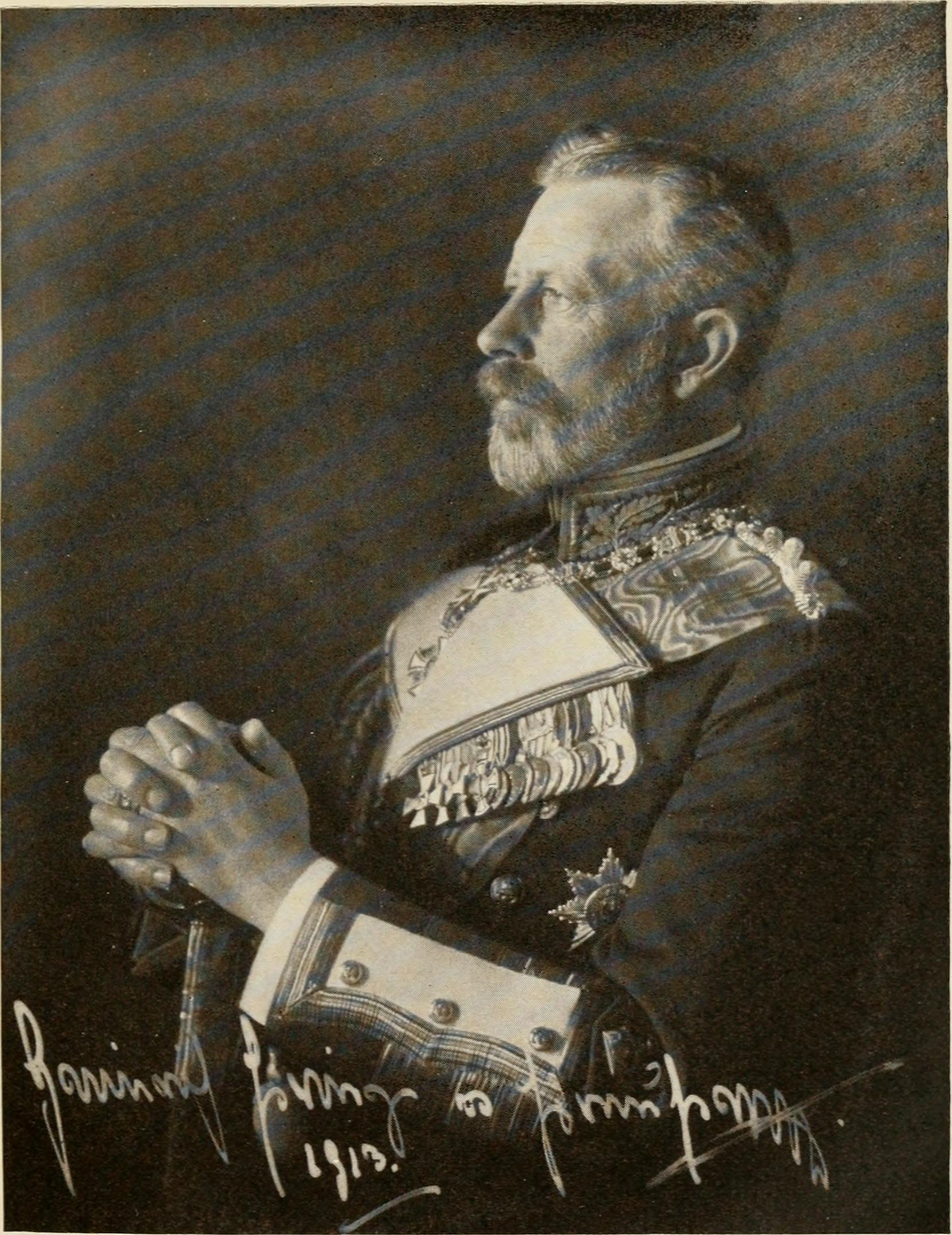
Командувач сил кайзерівського флоту на Балтійському морі грос-адмірал Генріх Прусський

У грудні 1914 року до складу Балтійського флоту увійшла серія з чотирьох російських найсучасніших лінійних кораблів «Полтава», «Гангут», «Петропавловськ» і «Севастополь», що докорінним чином змінило розклад сил в акваторії моря. Також флот посилили 2 новими ескадреними міноносцями («Забіяка», «Побєдитель»), 3 великими («Барс», «Вепр», «Гепард») і 2 малими («Сом», «Щука») підводними човнами.
Результатом кампанії 1914 року стало те, що російський Балтійський флот перейшов від пасивного очікування противника в гирлі Фінської затоки до активних дій на всьому Балтійському морю. Активні мінні постановки в південній частині моря восени й взимку 1914/15 року змусили німців відмовитися навіть від демонстративних дій, які служили прикриттям оборонного характеру їх оперативного плану. Ініціатива у веденні бойових дій на театрі перейшла до російського флоту.
Загалом сторони втратили за час бойових дій: російський флот — 1 легкий крейсер, 2 міноносці, 3 тральщики й 2 судна; німецький флот — 2 крейсери, 3 міноносці, 1 тральщик і 9 суден. Крім того, у німців були пошкоджені 2 крейсери, 1 міноносець і кілька суден.

#### Кампанія 1915 року
Зважаючи на загальну обстановку на Балтійському морі, Ставка Верховного головнокомандувача затвердила суттєві зміни щодо організації флоту: були сформовані два великі оперативні об'єднання — ескадра і мінна оборона. Ескадра складалася з двох бригад лінійних кораблів і двох крейсерських бригад, а мінна оборона — з 1-ї і 2-ї мінних дивізій, дивізії підводних човнів, загону загороджувачів і дивізії тралення. Крім того, був створений загін транспортів. З метою посилення протичовнової і протимінної оборони були сформовані охорони рейдів Ревеля, Свеаборга, Бьорке і Кронштадта.
До початку кампанії 1915 року німецький флот на Балтійському морі поповнився за рахунок прибулих з Північного моря 3 броненосних крейсерів («Роон», «Принц Адальберт», «Принц Генріх»), 6 ескадрених міноносців і декількох допоміжних кораблів. Організаційно флот поділили на два оперативних об'єднання — дивізію охорони узбережжя і розвідувальні сили, кожне з яких включало крейсери, ескадрені міноносці і міноносці, мінні загороджувачі, тральщики, підводні човни та інші кораблі.

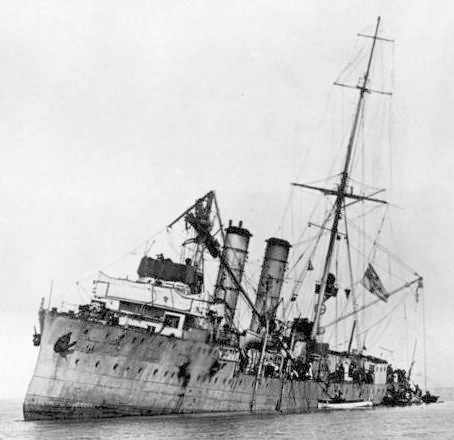
Німецький мінний крейсер «Альбатрос» після бою біля острова Готланд. Липень 1915

6 січня 1915 року «Принц Адальберт», «Тетіс», «Аугсбург», «Любек» за підтримки декількох міноносців і субмарин здійснили рейд до острова Утьо в Архіпелаговому морі, де за даними розвідки була розташована база російських підводних човнів. Але атака була скасована.
|                                      |
|                                      |
| Карта Готландського бою. Липень 1915 |

З початком кампанії на морі кайзерівський флот основні зусилля зосередив на підтримці своїх військ, що наступали вздовж Курляндського узбережжя. З цією метою з Північного моря до Балтійського були перекинуті додатково до наявних там сил великі з'єднання лінійних кораблів, крейсерів і ескадрених міноносців. Одночасно, у квітні-травні 1915 року німецькі загороджувачі виставляли все нові мінні загородження. Російський флот через важку льодову обстановку у Фінській затоці до початку травня не був спроможний розгорнути бойові дії проти флоту противника. Тільки з 7 травня в Балтійське море почали виходити надводні сили — легкі крейсери й міноносці. На мінних загородженнях, виставлених росіянами в цей період, а також внаслідок атак підводних човнів німці втратили два ескадрені міноносці, тральщик і два транспорти, один міноносець отримав пошкодження.
20 травня від ускладнень, викликаних пневмонією, помер командувач Балтійського флоту адмірал Ессен М. О., якого замінив віцеадмірал Канін В. О..

##### Готландський бій
1 липня 1915 року російські крейсери «Адмірал Макаров» (флагман), «Баян», «Богатир», «Олег», «Рюрик» та 8 есмінців під командуванням контрадмірала Бахірєва вийшли в море для обстрілу Мемеля. У той же день загін німецьких кораблів (крейсери «Роон», «Аугсбург» (флагман) і «Любек», мінний крейсер «Альбатрос», 7 міноносців) вийшов для постановки мін поблизу маяка Бокшер біля Або-Аландського району. Поставивши загородження, комодор фон Корф повідомив по радіо на базу про виконання завдання. Штаб російського флоту перехопив це донесення, розшифрував радіограму і сповістив свій загін. Це був перший в історії війни на морі випадок з використанням радіо для наведення своїх сил на ворога.
О 7:30 2 липня російські кораблі виявили біля острова Готланд «Аугсбург», «Альбатрос» і 3 есмінці й відкрили по них вогонь. У результаті морського бою, німецький крейсер «Аугсбург», користуючись перевагою у швидкості ходу, відірвався від переслідувачів, а «Альбатрос» потрапив під щільний артилерійський вогонь крейсерів «Богатир» та «Олег», і намагаючись сховатися у шведських територіальних водах, викинувся на берег біля острова Естергорн, де згодом був інтернований шведами.
Приблизно через годину після припинення вогню по «Альбатросу» сталося зіткнення з другою групою німецьких кораблів — панцерним крейсером «Роон» і легким крейсером «Любек». У бою з російської сторони взяли участь крейсери «Баян» та «Олег» та, викликаний командиром загону Бахіревим, панцерний крейсер «Рюрик».
Морський бій біля Готланда завершився з невизначеним результатом. Німецький панцерний крейсер отримав три влучення великокаліберних снарядів. Німецькі крейсери першими припинили вогонь і вийшли з бою. «Принц Адельберт» і «Принц Генріх» не встигли прибути в район бою. По дорозі вони були атаковані підводним човном E9. «Принц Адельберт» отримав велику пробоїну і ледь дістався Кіля. Другий крейсер пішов у Данціґ.

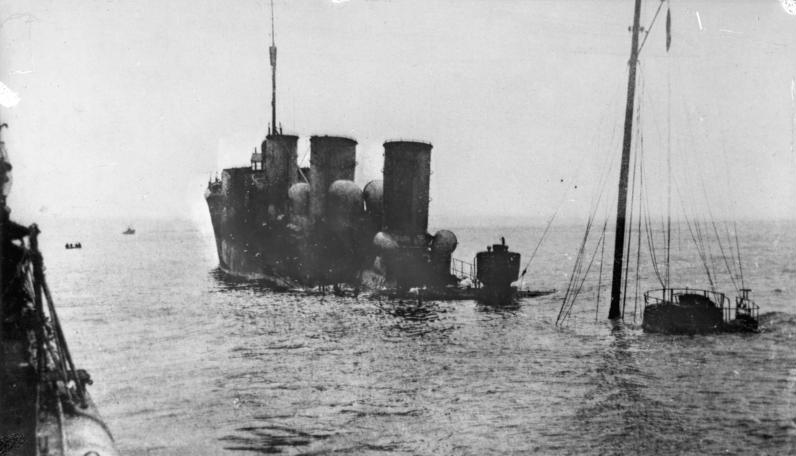
Затоплений німецький міноносець V-99 після бою в Ризькій затоці. Серпень 1915

##### Бій у Ризькій затоці
До кінця липня німецькі війська практично заволоділи всім південно-західним узбережжям Ризької затоки й підійшли до Риги. Німецьке морське командування запланувало операцію прориву в Ризьку затоку з метою знищення російських морських сил, що базувалися в цьому регіоні. Для цього виділялося ударне угруповання флоту під командуванням віцеадмірала Шмідта, що складалося з 7 старих лінійних кораблів, 6 крейсерів, 24 ескадрених міноносців і міноносців, 1 мінного загороджувача, 14 тральщиків, 12 катерів-тральщиків, 2 проривачів мінних загороджень. Для прикриття цього формування до Фінської затоки висувалося з'єднання Флоту відкритого моря віцеадмірала Гіппера з 8 лінійних кораблів, 3 лінійних крейсерів, 4 крейсерів, 32 ескадрених міноносців, 13 тральщиків. Маючи більш ніж дворазову перевагу над російським флотом, це угруповання кайзерівського флоту мало завдання не допустити прориву головних сил Балтійського флоту з Фінської затоки у відкрите море. Крім того, крейсери мали обстріляти споруди на острові Утьо (південніше Або-Аландського архіпелагу), де базувався ряд російських кораблів.
Для оборони Ризької затоки російський флот утримував тимчасове об'єднання — так звані морські сили Ризької затоки (лінкор «Слава», 36 есмінців і міноносців, 4 канонерські човни, мінний загороджувач «Амур», дев'ять підводних човнів і гідроавіатранспорт) під командуванням капітана 1 рангу П. Л. Трухачова. Обидві сторони використовували гідроавіацію, а німці — і «Цепелін». Росіянами була повністю перекрита мінними загородженнями протока, міни були встановлені також біля південного входу в Моонзунд і в декількох місцях Ризької затоки, на о. Моон встановлені дві берегові батареї і одна батарея на материку.
26 липня (8 серпня) німці здійснили першу спробу прориву в акваторію затоки, проте, вона скінчилася повним провалом. Внаслідок підриву на мінах німці втратили два тральщики, а крейсер «Тетіс» і один міноносець отримали важкі пошкодження, тому німецьке командування наказало припинило тралення фарватеру і відвело сили прориву з Ірбенської протоки.
3 (18) серпня, провівши перегрупування сил, німецькі тральщики під прикриттям лінійних кораблів, крейсерів і ескадрених міноносців розпочали другу спробу тралення фарватеру. Російські кораблі здійснювали артилерійське прикриття мінних загороджень, але у ніч на 17 серпня віцеадмірал Шмідт відправив для знищення лінкора «Слава» свої два есмінці V99 і V100. У бою з есмінцем «Новик» німецький V99 підірвався на мінах та викинувся на мілину. До 19 серпня кайзерівському флоту силами «Нассау» і «Позен», чотирьох легких крейсерів під прикриттям 31 міноносця вдалося, подолавши усі перешкоди, увійти до Ризької затоки. Російським кораблям під прикриттям мінних загороджень і берегових батарей довелося відступити в Моонзунд. Між кораблями сталися швидкоплинні сутички, в яких був потоплений канонерський човен «Сивуч», а «Кореєць» викинувся на берег і наступного дня був підірваний своїм особовим складом.
Незважаючи на досягнутий успіх, німецькому командуванню не вдалося виконати завдання належним чином. Продовжувала існувати мінна небезпека, зріс ризик нападу підводних човнів противника, до того ж вранці 19 серпня торпедою атаки англійського підводного човна E1 Ноеля Лоренса був пошкоджений новітній лінійний крейсер «Мольтке». Усі ці фактори вплинули на рішення адмірала Шмідта залишити Ризьку затоку 21 серпня і повернутися у вихідне положення.
В ході операції німецький флот зазнав серйозних втрат: затонули 2 есмінці V-99 і S-31, 3 тральщики Т-46, Т-52 і Т-58 і проривач мінних загороджень; ушкодження отримали лінійні крейсери «Мольтке» і «Фон дер Танн», два крейсери «Тетіс», «Аугсбург», два міноносці V-100 і S-144 та тральщик Т-77. Росіяни втратили потопленими два канонерські човни, пошкодженими були лінкор «Слава» і три есмінці, також були знищені кілька малотоннажних вантажних суден і ушкоджено берегові об'єкти.

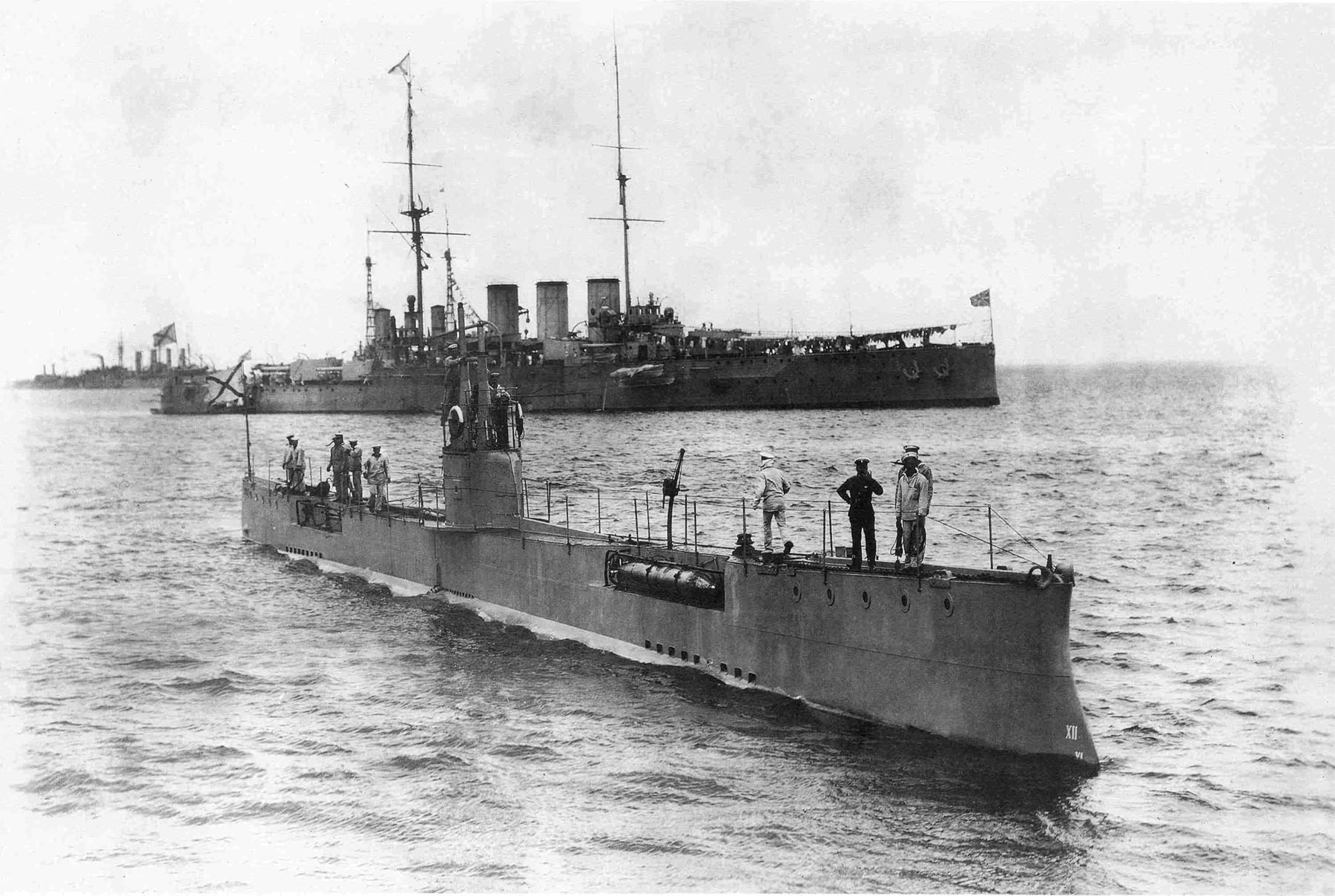
Російські броненосний крейсер «Рюрик» та підводний човен «Акула»

Невдала операція прориву в Ризьку затоку змусила керівництво німецького флоту тимчасово відмовитися від активних дій і до кінця кампанії 1915 року проводити лише оборонні та демонстративні дії. Натомість Балтійський флот скористався поліпшенням оперативної обстановки й розгорнув боротьбу на німецьких морських комунікаціях, використовуючи підводні човни, надводні кораблі й мінну зброю. Незабаром, два російські ПЧ потопили 7 транспортів. Почалися збої у морському сполученні німецьких компаній, судновласники стали затримувати свої пароплави в портах. Врешті-решт, німецьке морське командування було змушене перекинути всі свої легкі сили на захист комунікацій. Крім того, з Північного моря до Балтійського для цієї мети були переведені 2 крейсери й 2 флотилії міноносців.
З настанням осені з її темними й тривалими ночами протиборчі сторони зосередилися на постановці нових мінних загороджень на комунікаціях противника, а також на безпосередній вогневій підтримці своїх наземних військ на узбережжі Ризької затоки. Вогнева підтримка почалася в кінці липня і тривала до зими.
В ході кампанії 1915 року німецькі морські сили й торговий флот зазнали серйозних втрат у корабельному і судновому складі — 1 броненосний крейсер, 2 крейсери, 1 мінний загороджувач, 7 міноносців, 1 підводний човен, 9 тральщиків, 5 сторожових кораблів, 1 проривач загороджень і 26 транспортів. Крім цього, отримали пошкодження 1 лінійний крейсер, 1 броненосний крейсер, 3 крейсери, 5 міноносців, 4 тральщики, 1 авіаматка.
Втрати російського флоту становили — 2 мінних загороджувачі («Єнісей», «Ладога»), 2 канонерські човни («Сивуч», «Кореєць»), 1 підводний човен («Акула»), 3 тральщики, 1 військовий транспорт і 4 пароплави. Пошкоджено 4 міноносці.

#### Кампанія 1916 року
На початок кампанії 1916 року на Балтійському морі у співвідношенні сторін відбулися кардинальні зміни. Німецьке верховне командування повернуло лінійні з'єднання флоту, що діяли на Балтиці в 1915 році, в Північне море. Головними завданнями флоту на Балтійському морі визначалося забезпечення перевезення залізної руди зі Швеції та проведення мінних постановок на загрозливих напрямках. З 7 квітня німці ввели систему конвоїв на всіх основних комунікаціях.

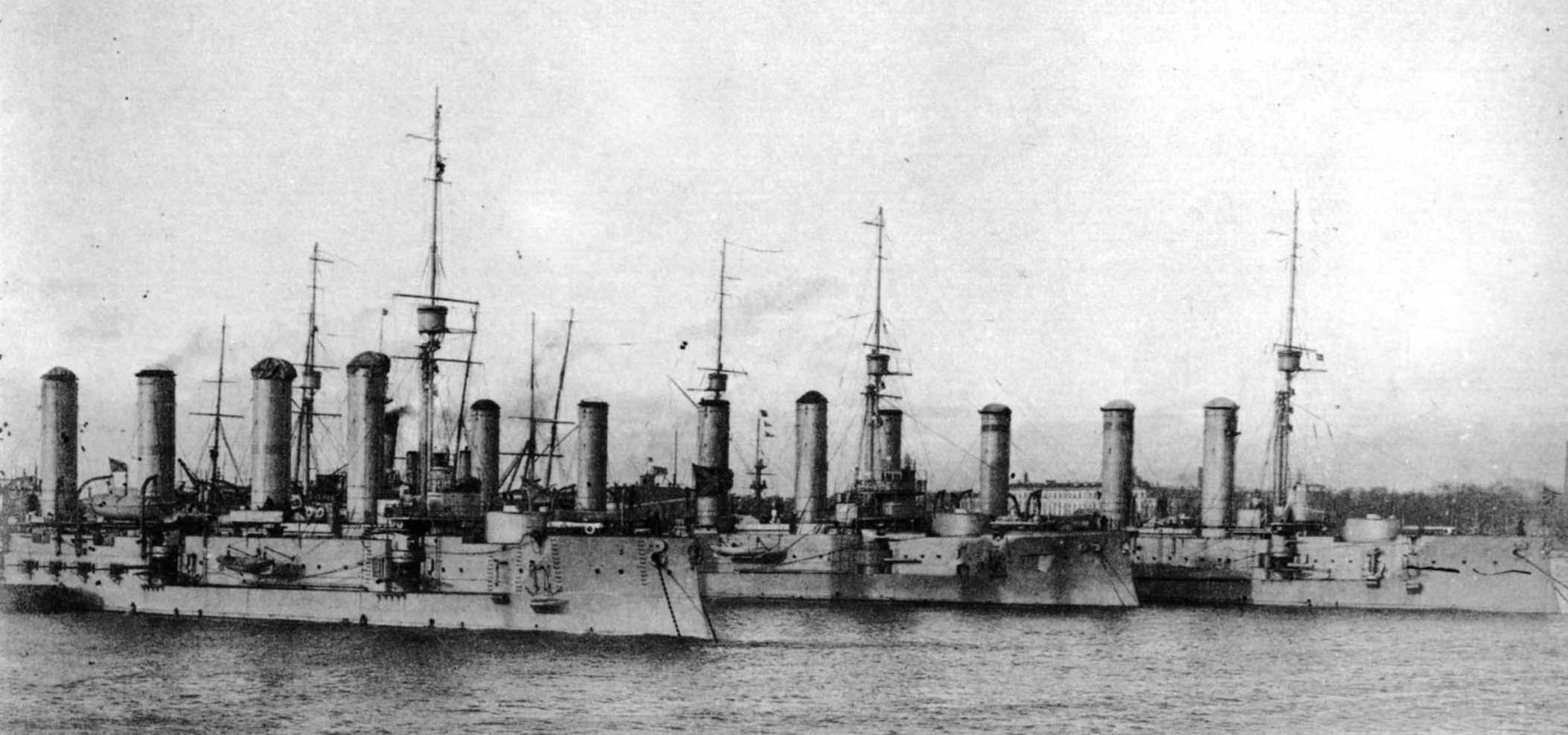
Панцерні крейсери типу «Баян»: «Баян», «Адмірал Макаров» і «Паллада»

Після таких суттєвих змін, російський Балтійський флот багаторазово перевершував німецькі військово-морські сили, що залишилися на цьому театрі. До того ж вже в ході кампанії 1916 року росіяни поповнили свої сили ще 10 ескадреними міноносцями типу «Новик», 5 підводними човнами типу «Барс», 5 човнами типу «АГ», а також тральщиками й допоміжними суднами.
На початку 1916 року при Верховному головнокомандувачі був утворений морський штаб, який зокрема визначав порядок підпорядкування Балтійського флоту, крім командувача Північного фронту, безпосередньо Ставці. Однак, незважаючи на організаційні реформи, завдання Балтійському флоту були залишені колишніми, і попри величезну перевагу росіян над противником на Балтиці, ніяких активних дій, по суті, не планувалося. Директивою Ставки від 16 березня 1916 року флоту визначалися загальні завдання, досить невизначено, без вказівки їхніх цілей та оперативного значення, про наступальні дії мова не йшла. Про порушення морських сполучень супротивника навіть не згадувалося. Російський флот залишався пасивним.
Кампанії 1916 року на Балтійському морі передувало тривале затишшя у воєнних діях. Німці не проявляли великої активності, обмежуючись лише повітряними нальотами, рейдами підводних човнів до російських берегів, і зрідка — крейсерством окремих загонів у морі. Великих операцій як навесні, так і до кінця кампанії цього року, німецьким флотом не проводилося.
Російська сторона практично не виконала значною мірою навіть ті операції, які планувалося провести у 1916 році. Встановлення загороджень поблизу ворожих берегів не проводилося. Основні зусилля зосереджувалися на посиленні мінних полів Передової мінно-артилерійської позиції по лінії о. Ере (Аландські острови) — м. Тахкона (о. Даго), Ірбенської позиції та частково у середній Балтиці, на що були витрачені великі резерви мін. Підводні човни діяли пасивно, майже протягом усієї кампанії вони позмінно циркулювали в районі Лібави і вздовж німецького узбережжя, потопивши кілька допоміжних суден противника і ряд комерційних пароплавів. Великого ж результату ними здобуто не було. Крейсери та міноносці зрідка проводили поодинокі набіги на торгові шляхи між Німеччиною та Швецією, які також не увінчалися ні кількістю потоплених суден, ні досягненням цілей зриву постачання шведської руди Берліну.
Так, єдиний у цьому році великий набіг російського флоту на німецький конвой у шведській бухті Норрчепінг також завершився провалом. У перших числах червня 1916 року російська розвідка на підставі повідомлення британців доповіла командуванню про заплановане відправлення на німецьких транспортах зі Швеції до Німеччини 84 тис. тонн залізної руди. 26 травня (8 червня) командувач флотом адмірал Канін В. О. затвердив «план операції № 12», за яким під командуванням контрадмірала Трухачова П. Л. формувався «загін особливого призначення» з метою пошуку та знищення у районі Ландсорт — Готланд — північний край острова Еланд каравану з великим вантажем залізної руди. До складу загону були включені крейсери «Рюрик», «Олег» та «Богатир»; чотири новітніх ескадрених міноносці — флагманський есмінець «Новик» і три есмінці 1-го дивізіону «Гром», «Побєдитель», «Орфей», а також 8 есмінців 6-го дивізіону ескадрених міноносців «Стерегущий», «Страшний», «Украйна», «Войськовий», «Забайкалець», «Туркменець-Ставропольський», «Казанець» і «Донський козак».
Для прикриття «загону особливого призначення» і, попутно, для знищення транспортів і військових кораблів противника в південно-східній частині Балтійського моря розгорталися англійські підводні човни E19 і E9 та російські «Тигр», «Вепр» та «Вовк». До Або-Аландського району висунулися крейсери «Баян» і «Адмірал Макаров».
Близько 21:00 13 червня німецький конвой з десятьох «цінних рудовозів» під ескортом судна-пастки «Германн» і трьох озброєних траулерів вийшли в південному напрямку. О 23:15 німецькі і російські кораблі під командування командира мінної дивізії контрадмірала Колчака О. В. виявили на горизонті дими один одного, але обидва загони забарилися. Після попереджувального пострілу командир німецького конвою віддав команду транспортам відступати до шведського берега і виставив для їх прикриття димову завісу. Три ж переобладнаних траулери розгорнулися назустріч російським кораблям і вступили з ними в бій. У цей момент Колчак, замість того, щоб атакувати тихохідні транспортні судна, вирішив вступити в бій з кораблями ескорту.
В результаті морського бою російські кораблі дали кілька залпів і пустили торпеди, але їхні снаряди й торпеди не заподіяли шкоди німецьким кораблям прикриття і зосередили всю свою увагу на судні-пастці «Германн». Німецький екіпаж якісь час стримував противника вогнем 105-мм гармат, але швидко був уражений вогнем росіян, і матроси неорганізовано залишили судно, охоплене вогнем. Після цього есмінець «Грім» торпедою підірвав «Германн» і пароплав затонув. З 86 членів екіпажу німецького озброєного пароплава загинули 29, дев'ятеро були врятовані росіянами, інших підібрали німецькі та шведські судна, котрі підійшли до місця бою пізніше. Російські міноносці не стали витрачати час на підйом німецьких моряків з води, а за командою Колчака кинули їх напризволяще.
Головні сили загону Трухачова в бій так і не вступили. Так і не зробивши нічого, о 01:45 вони строго за планом операції розвернулися і лягли на зворотний курс. Таким чином, російському флоту не вдалося перервати або істотно ускладнити вантажні перевезення між Німеччиною і Швецією. Німецький флот, який мав лише імпровізовані сили й засоби, рішуче вступив у бій, перехопив тактичну ініціативу і зумів успішно виконати своє головне завдання — захист транспортних суден з вантажем стратегічної сировини.
Після проведення таких операцій на флоті розвинувся дух апатії, поширювалося невдоволення командуванням.
На початку липня Північний фронт генерала від інфантерії Куропаткіна О. М. готувався до наступальної операції з метою відкинути противника від Риги, а в разі успішного розвитку наступу — очистити від німецьких військ і всю Курляндію. Морські сили Ризької затоки були залучені для артилерійської підтримки наступаючих військ 12-ї армії генерала від інфантерії Радко Димитрієва, а також готувалися до проведення десантної операції. У Ризьку затоку прибули додаткові сили — лінійний корабель «Цесаревич», крейсери «Аврора», «Діана», «Баян» і «Адмірал Макаров»; почалося зосередження транспортних і десантних засобів. Протягом трьох днів, 2-4 (15-17) липня, кораблі вели інтенсивний і ефективний вогонь по ворожих позиціях, але сухопутні війська не зуміли прорвати оборону німців на приморській ділянці. Наступ захлинувся. Тим часом німцям стало відомо про десантну операцію, що планувалася, і вони вжили низку заходів посилення своєї берегової оборони, а також почали перекидання сил до загрозливого району. Загроза прориву кайзерівського флоту в затоку була дуже високою. Через цю обставину, а також необхідність перекидання підкріплення на Південно-Західний фронт змусили Ставку в середині серпня відмовитися від наступальних дій у Прибалтиці, в тому числі й від висадки десанту.

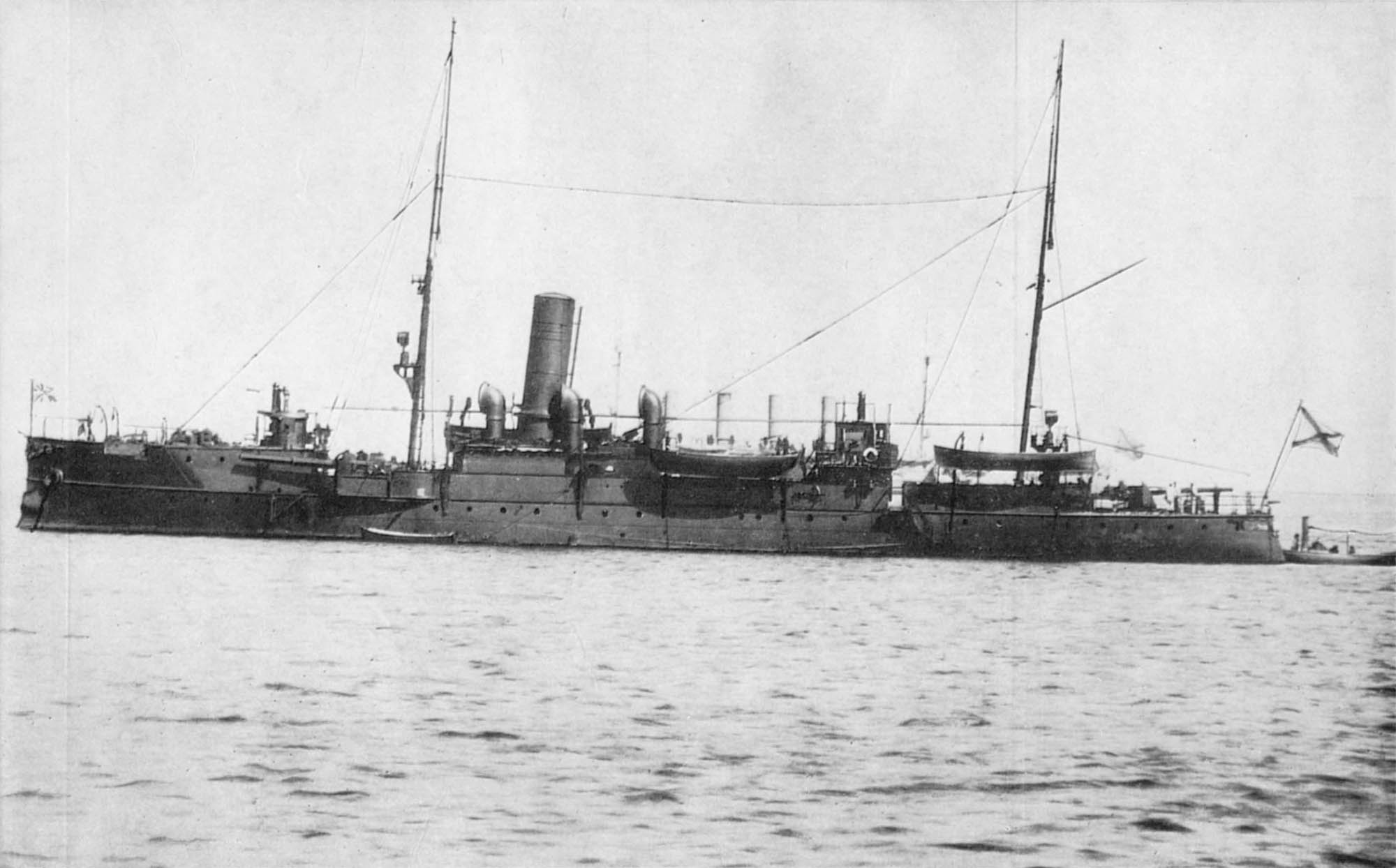
Російський канонерський човен «Храбрий»

З літа завершилися набігові операції надводних кораблів на морські комунікації, надалі діяли лише підводні човни. Нові човни типу «Барс» і британські човни виходили на комунікації в центральну і південну частини Балтійського моря. Старі ж човни типу «Кайман» використовувалися в північній частині моря, протоці Оландсгаф і Ботнічній затоці. Але в цілому підводні човни не зробили істотного впливу на ситуацію з конвоями німецького флоту та не перервали лінії постачання.
Німецький флот протягом 1916 року в основному займався активними мінними постановками. У ході кампанії Кайзерліхмаріне виставили міни біля островів Езель і Даго, в Ірбенській протоці, у Моонзунді, на вхідних фарватерах Або-Аландських шхер. На цих мінах в 1916 році загинули есмінець «Доброволець», тральщик «Щит», 1 військовий транспорт, 3 допоміжні й 1 торгове судно; підірвалися броненосний крейсер «Рюрик» (коло о. Готланд), 3 ескадрені міноносці, 1 тральщик і кілька малих суден.
Водночас власне протягом кампанії 1916 року німецький флот зазнав великих втрат на російських мінних загородженнях у Балтійському морі — 13 кораблів, у тому числі 8 есмінців і міноносців і 1 підводний човен.
Останньою операцією кайзерівського флоту став набіг 10 листопада флотилії з 11 новітніх ескадрених міноносців на Ревель. При проході мінної загорожі Передової позиції на мінах підірвалися та затонули два міноносці. Решта есмінців, подолавши мінні поля, попрямувала до Балтійського порту, де о другій годині ночі увійшли в бухту та обстріляли місто, випустивши 162 снаряди. Було пошкоджено декілька будівель, 10 осіб вбито і 8 поранено. Потім кораблі повернули назад і на мінних загородженнях тієї ж Передової позиції загинуло ще п'ять есмінців. Таким чином, набіг закінчився повною катастрофою, яка коштувала німецькому флоту семи новітніх ескадрених міноносців V-75, S-57, V-72, G-90, S-58, S-59, V-76. Іншого такого випадку не було в жодному флоті за всю Першу світову війну. На цьому активні дії німецьких надводних кораблів в кампанії 1916 року припинилися.

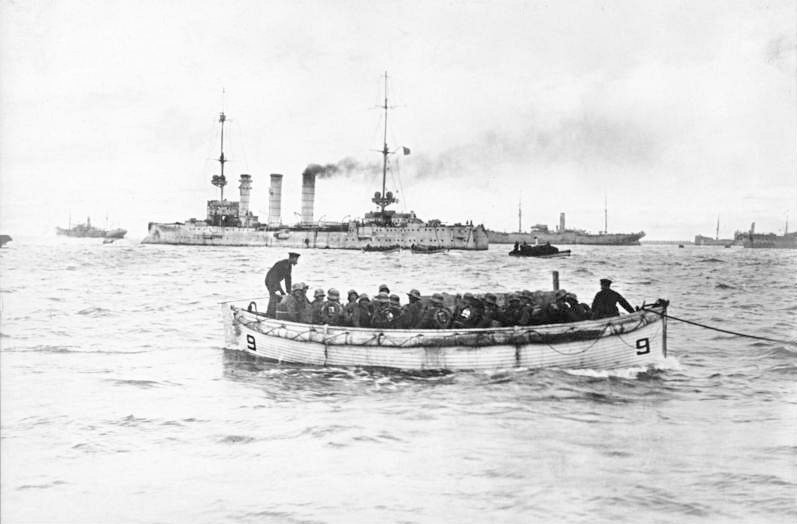
Висадка німецького морського десанту на острів Езель. На задньому плані легкий крейсер «Колберг». 12 жовтня 1917

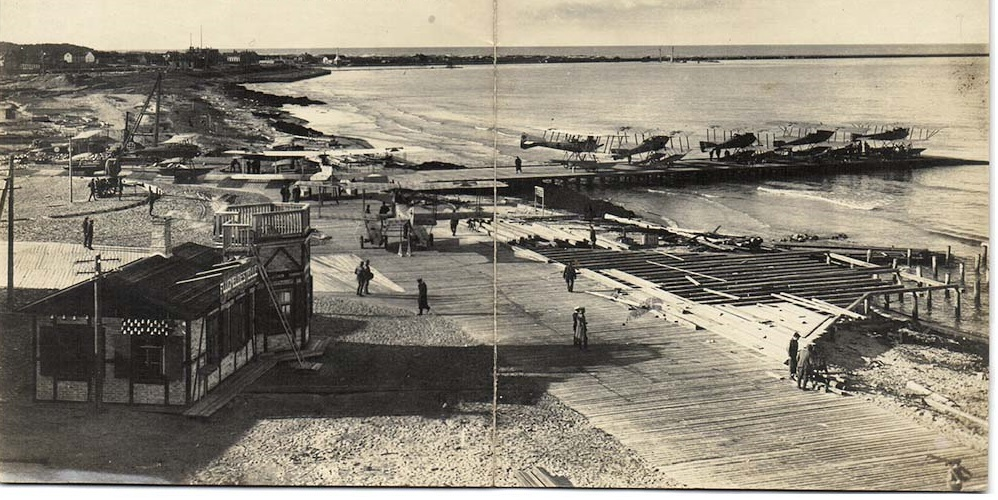
Гідролітаки Імперської повітряної служби Німеччини готові на зліт для атаки острову Езель. 17 жовтня 1917

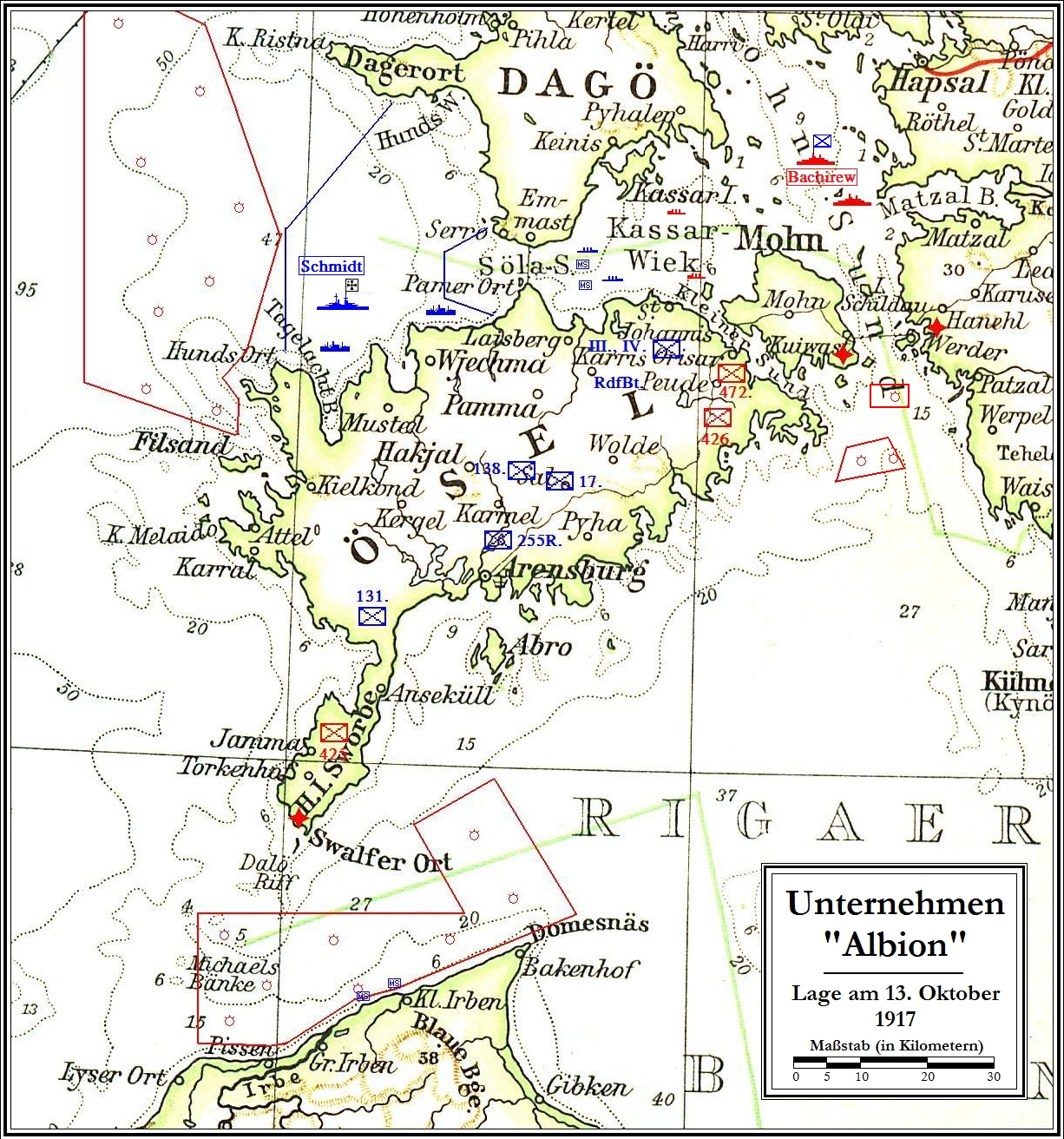
Операція «Альбіон». 13 жовтня 1917

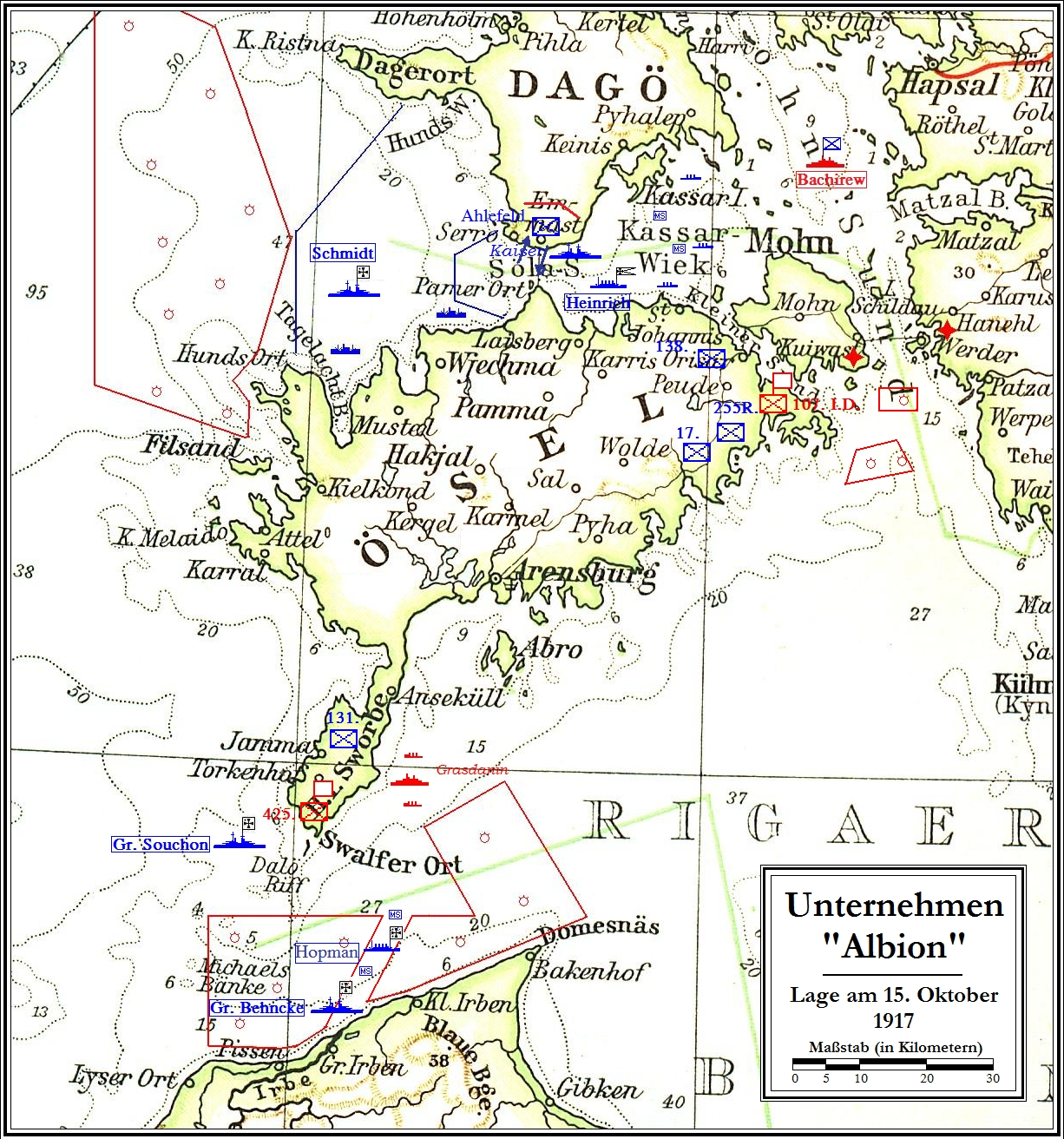
Операція «Альбіон». 15 жовтня 1917

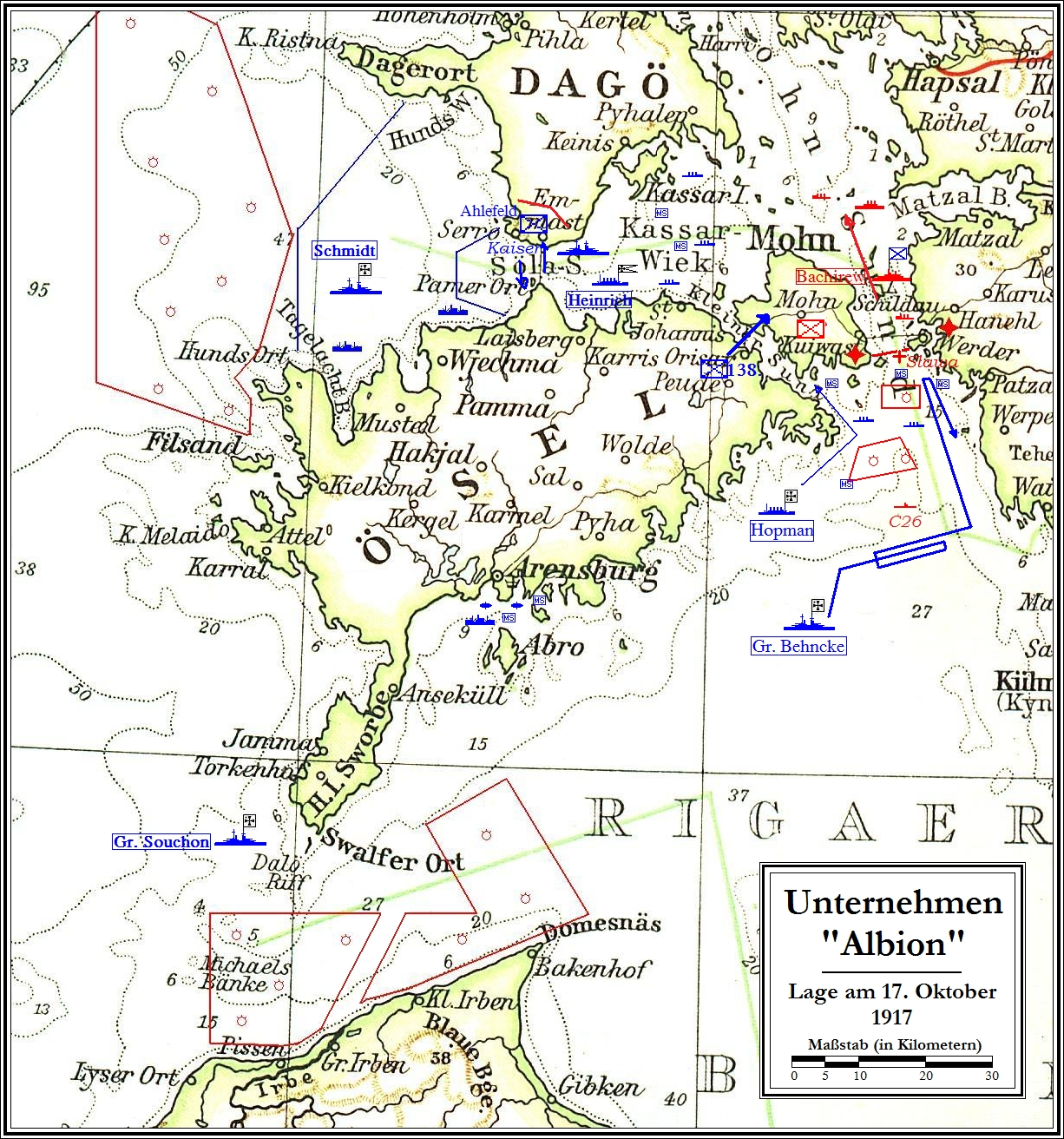
Операція «Альбіон». 17 жовтня 1917

#### Кампанія 1917 року
Кампанія 1917 року для російського Балтійського флоту пройшла без проведення жодної великої наступальної операції. На початку року Ставка Верховного головнокомандувача визначила флоту головне завдання на кампанію — «всіма силами не допускати проникнення противника на схід від головної Нарго-Порккалауддської позиції». До того ж льодова обстановка взимку та весною не сприяла проведенню масштабних військових дій. Але, вирішальним фактором стало те, що в Російській імперії вибухнула гостра політична криза, яка наприкінці лютого — початку березня 1917 року призвела до революційних подій, повалення російської монархії і створення Тимчасового уряду.
У масових антиурядових виступах петроградських робітників і солдатів петроградського гарнізону активну участь брали моряки Балтійського флоту. Більш того, за різними оцінками, у березні 1917 року на базах Балтійського флоту повсталі матроси вбили приблизно сотню офіцерів, з яких у Гельсінгфорсі — 45, у Кронштадті — 24, у Ревелі — 5 і в Петрограді — 2, у тому числі і командувача Балтійським флотом адмірала Непеніна А. І..
На початку вересня 1917 року після здобутої в Ризькій операції перемоги німецьке командування в умовах максимальної секретності розпочало підготовку операції «Альбіон» з метою захоплення Моонзундських островів. Для проведення операції було зосереджено понад 300 кораблів та суден, що становило близько двох третин усього флоту Німецької імперії, 6 дирижаблів і 102 літаки, до 25 тис. особового складу десанту. Загальне керівництво операцією здійснював командувач 8-ї німецької армії генерал Оскар фон Гут'єр, якому безпосередньо підпорядковувалися командувач морськими силами (Морського загону особливого призначення) віцеадмірал Едгард Шмідт, котрий очолював до цього 1-у ескадру лінкорів Флоту відкритого моря, і командувач десантним корпусом генерал Гуго фон Катен.
Для проведення операції кайзерівський флот зосередив під командуванням віцеадмірала Ергарда Шмідта флот з 5 дредноутів, 5 лінкорів — колишніх броненосців, 1 лінійного крейсера, 9 легких крейсерів, 58 есмінців, 7 міноносців, 6 підводних човнів, 27 тральщиків, 66 катерів-тральщиків, 4 проривачі мінних загороджень, 59 патрульних суден, 1 мінного, 2 мережевих і 2 бонових загороджувачів, 5 плавучих баз, 32 транспортів і низки інших кораблів і суден, загалом 351 одиницю.

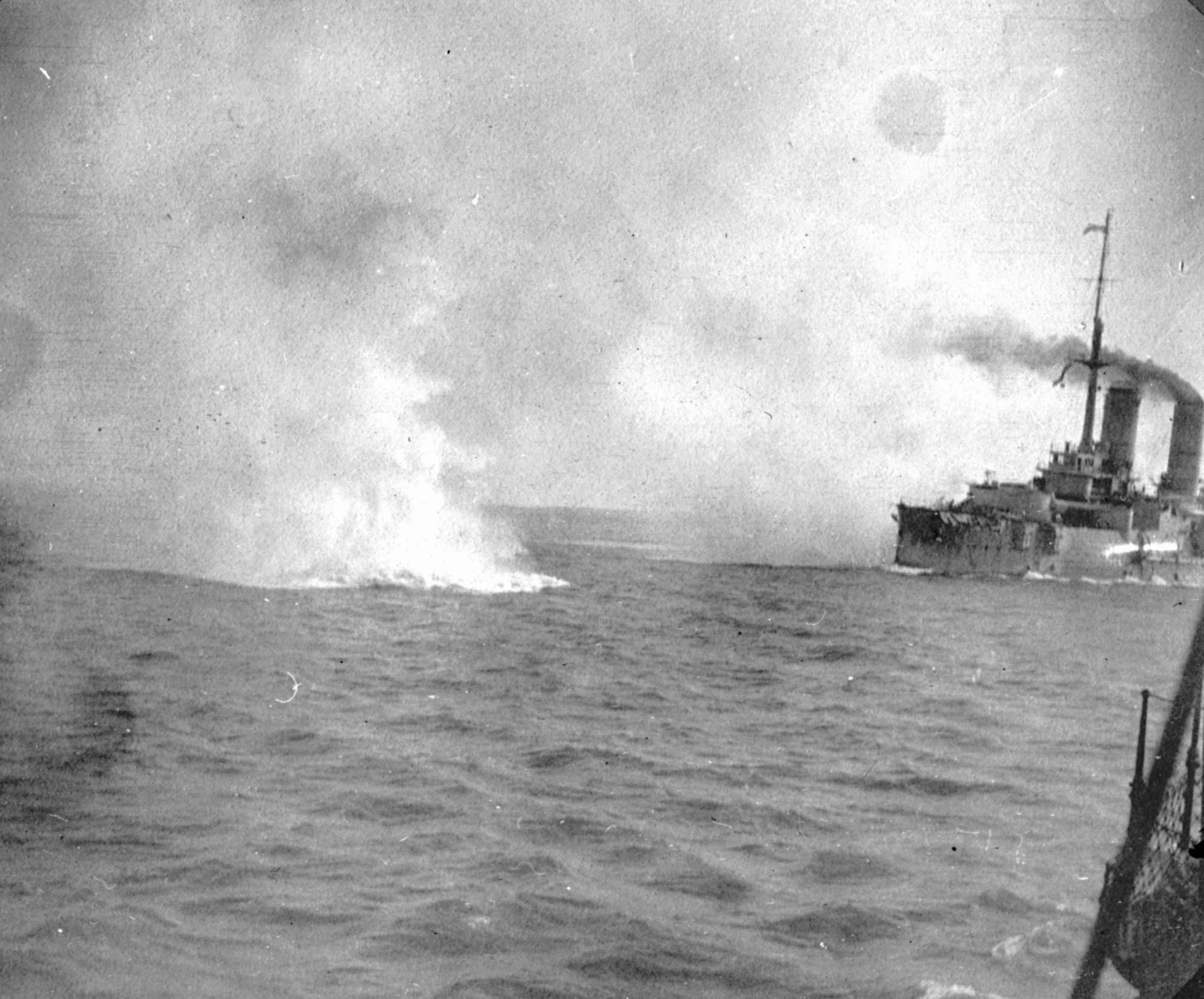
Російський пре-дредноут «Слава» веде бій біля Моонзундського архіпелагу. 17 жовтня 1917

Балтійський флот для захисту Моонзундської позиції утримував Морські сили Ризької затоки під командуванням віцеадмірала Бахірева М. К., що складалися з 2 лінкорів (колишніх броненосців), 2 панцерних крейсерів, 1 крейсера, 3 канонерських човнів, 25 есмінців, 7 міноносців, 3 підводних човнів, 3 мінних загороджувачів і інших кораблів і судів, всього 125 одиниць. Гарнізон Моонзундського архіпелагу загальною чисельністю близько 13,4 тис. солдатів при 96 гарматах берегової артилерії очолював контрадмірал Свєшников Д. О.
О 04:00 29 вересня (12 жовтня) після вогневого придушення російських берегових батарей та зачищення акваторії від мін розпочалася операція «Альбіон» — захоплення островів Моонзундського архіпелагу (Езель, Даго та Моон, на той час територія Автономного правління Естонії у складі Російської республіки). Висадка німецького морського десанту спочатку проводилася у невеликій бухті Тагалант на північному заході острова Езель.
У перший день операції на Кассарському плесо стався швидкоплинний морський бій між німецькими кораблями й російськими есмінцями. Близько 16-ї години вечора німецькі есмінці V-82, S-64, S-61, S-63, V-74, T-144 і T-142 під прикриттям крейсера «Емден» прорвалися на плесо, де атакували канонерський човен «Грозящий», до якого приєдналися есмінці «Десна», «Ізяслав», «Грім», «Забіяка», «Самсон» і «Новик». У ході бою два німецькі есмінці дістали пошкоджень і під прикриттям димової завіси відійшли. «Грозящий» отримав три влучання, але з бою не вийшов. Втім вогонь з крейсера «Емден» змусив російські кораблі відступити, разом з цим отримав пошкодження ще один німецький есмінець. Незабаром настала ніч і бій припинився.
14 жовтня німецька 2-га флотилія есмінців В-98, G-101, V-100, G-103, G-104, В-109, В-110, В-111, В-97, B-112 під прикриттям лінкора «Кайзер», легкого крейсера «Емден» і 13-ї флотилії есмінців, здійснила другу спробу прорватися до Кассарського плеса. У ході сутички між німецькими та російськими кораблями, що обороняли підходи до важливого проходу, 4 німецькі есмінці, ще не вступивши у бій, вийшли з ладу, пошкодивши гребні гвинті об ґрунт. Втім, у стрілянині, що сталася, пошкодження отримали 2 німецькі та 2 російські есмінці. Російські есмінці відступили і коли «Побєдитель» та «Константин» на великій швидкості проходили повз «Храброго», який буксував «Грім», піднята велика хвиля розгойдала канонерський човен. Швартови лопнули, і тут же в «Грім» влучили ще кілька снарядів. На кораблі почалася пожежа. Коли човен знову підійшов до есмінця, охоплена панікою команда «Грома» втекла з корабля; на есмінці залишилися секретні документи, в тому числі карти мінних загороджень, які потрапили в руки до німців.
3 (16) жовтня німецький десант повністю захопив острів Езель, а флот адмірала Шмідта увійшов у Ризьку затоку.
4 (17) жовтня у морському бою біля Куйвасту лінкори «Слава», «Гражданін» і крейсер «Баян» наразилися на німецьку ескадру з 2 лінкорів, 2 крейсерів і 11 есмінців. 17 жовтня німецька ескадра під командуванням віцеадмірала Бенке двома колонами увійшла з південного входу в Моонзунд. Одночасно німецькі тральщики розпочали активно тралення. О 8 годині ранку дозорні есмінці «Деятельний» і «Дерзкий» виявили противника та доповіли командуванню. Адмірал Бахірев наказав лінкорам і крейсерам перейти на рейд Куйвасту, а решті кораблів відступити від району бою.
«Слава», «Гражданін» і крейсер «Баян» розпочали обстріл тральщиків німецької ескадри, з берега їх підтримувала 254-мм берегова батарея острова Моон. О 10 годині 5 хвилин у вогневій бій вступили німецькі лінійні кораблі «Кронпринц» і «Кьоніг Альберт». Перестрілка між капітальними кораблями тривала приблизно до 11 години дня, але без жодних пошкоджень для протиборчих сторін. Водночас, вогнем з російських кораблів було потоплено один німецький тральщик і ще два були пошкоджені. Це змусило їх припинити тралення і відійти.
Об 11:30 крейсери «Кольберґ» і « Штрасбурґ» за підтримки групи тральщиків висадили на Моон морський десант на допомогу піхоті, яка наступала через Оріссарську дамбу. Тим часом при висадці десанту на Даго підірвався на міні і затонув німецький есмінець T-66.
О 12:04 «Слава» і «Гражданін» знову відкрили вогонь по тральщиках противника. До них приєдналися панцерний крейсер «Баян» і есмінці «Туркменець-Ставропольський» і «Донський козак». Незабаром німецькі тральщики відійшли. Але за кілька хвилин вогонь відкрили німецькі лінкори, що тричі влучили у «Славу», в результаті чого корабель почав набирати воду й отримав крен 8°, але зусиллями команди, за рахунок контрзатоплення відсіків по іншому борту, його швидко вдалося зменшити. У наступні 14 хвилин «Слава» отримав ще чотири влучання.
Ситуація для російської ескадри складалася критична, і незабаром адмірал Бахірєв наказав відходити. Зважаючи на неможливість «Слави» пройти через мілководний Моонзундський канал, його наказали затопити, перегородивши фарватер. Але цього не вдалося зробити і тоді о 13:57, після зняття команди, він був підірваний. Для більшої впевненості есмінець «Туркменець-Ставропольський» його торпедував. Лінійні кораблі Бенке продовжували вести вогонь, поки дозволяла дальність стрільби їх гармат, але переслідувати російський флот, що відходив, через мінну небезпеку не наважилися.
5 (18) жовтня противник опанував Моон, а через день і Даго. Командування Балтійського флоту за згодою Центробалту ухвалило рішення залишити Моонзундський архіпелаг. За час операції німецький флот втратив 1 міноносець (S-64), 7 мінних тральщиків, 9 траулерів та малих кораблів; значна кількість кораблів отримала пошкодження на мінах, а також 5 літаків. Російський флот — лінкор «Слава», есмінець «Гром», а також британський підводний човен C32.Загалом втрати німців склали 386 вбитих і поранених, проте вони захопили 20130 полонених, 141 гармату і 130 кулеметів.
Операція «Альбіон» із завоювання Балтійських островів була завершена з безумовним успіхом. Мета операції була досягнута і в деяких випадках перевершена. Успіх був не лише тактичним, але й стратегічним, адже до початку грудня росіяни уклали перемир'я з Німеччиною. Як тільки було укладено перемир'я, величезна кількість німецьких військ розпочала перекидання на Західний фронт. Таким чином, Імперський флот вніс дуже вагомий внесок в остаточний крах Росії.
Після перемоги більшовицького перевороту в Росії 7 листопада імовірність бойових дій російського флоту на Балтиці впала. Німці, маючи нагальні проблеми в акваторії Північного моря та поблизу фландрського узбережжя, вирішили значно скоротити сили на Балтійському морі. З другої половини листопада переважна більшість кайзерівського флоту почала планове переведення до військово-морських баз Північного моря. 7 грудня віцеадмірала Гопмана на посаді командувача німецьким флотом на Балтиці змінив контрадмірал фон Усслар, у розпорядженні якого залишилися тільки 19-та напівфлотилія міноносців для виконання завдань патрулювання та ескорту, а також тральщики, допоміжні судна й катери.

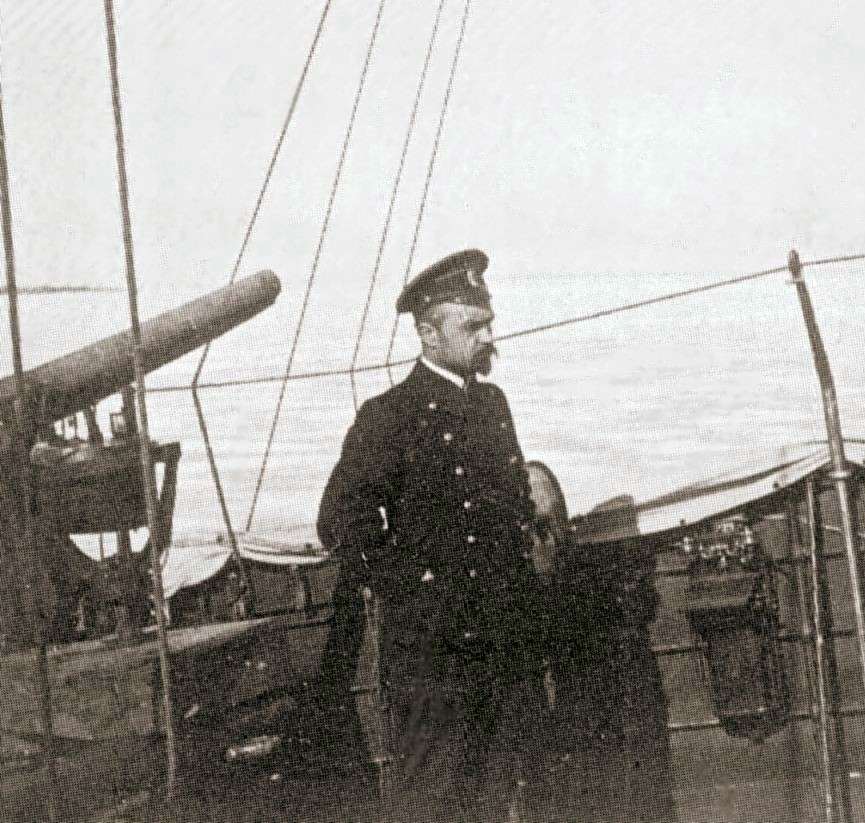
Щастний Олексій Михайлович

#### Кампанія 1918 року
З січня 1918 року німецький Імперський флот в акваторії Балтійського моря зазнав чергових скорочень. 24 січня посада керівника морськими силами на морі була скасована. За винятком 19-ї напівфлотилії, що складалася з п'ятьох старих міноносців, усі інші кораблі були переведені до Північного моря.

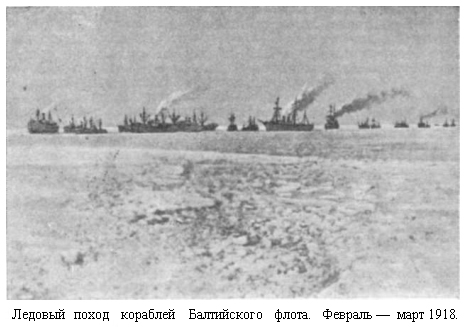
Льодовий похід Балтійського флоту. Лютий 1918

У лютому 1918 року на другому етапі мирних переговорів радянської Росії з Четверним союзом у Бересті після навмисного затягування більшовиками часу та проголошення Левом Троцьким 10 лютого про припинення Росією стану війни й демобілізацію армії, а також про відмову підписати мирний договір з Німецькою імперією, кайзерівське командування віддало наказ розпочати наступ своїх військ по всьому фронту. В Естонії виникла реальна загроза захоплення російських кораблів, що базувалися в Ревелі (Таллінні). Зимою 1917—1918 року кораблі Балтійського флоту були зосереджені в Гельсінгфорсі (основні сили), Ревелі і Кронштадті, незначні сили — в Або, Гангу й інших пунктах. За обставин зимового перепочинку та особливо повної анархії в країні через більшовицький переворот екіпажі кораблів стрімко втрачали боєздатність: матроси «займалися революцією», роз'їжджалися по домах, йшли в сухопутні загони, офіцери практично не втручалися в процес деградації флоту; починалася Громадянська війна.
На цей час льодова обстановка на морі не дозволяла перевести кораблі відразу в Кронштадт, тому було вирішено спробувати за допомогою криголамів переправити їх спочатку на інший бік Фінської затоки в Гельсінгфорс (Гельсінкі). 22 лютого під командуванням капітана 1 рангу Щастного О. М. розпочалася загальна евакуація.
Перехід кораблів Балтійського флоту здійснювався в умовах складної льодової обстановки (товщина льоду у Фінській затоці сягала на той час до 75 см). 24 лютого проголосила незалежність Естонія, а 25 числа в її столицю увійшли німці. До 27 лютого в Гельсінгфорс прибули понад 50 бойових та допоміжних кораблів, а також суден з біженцями (близько 4 тис. осіб). 25 лютого на переході, отримавши пошкодження, затонув підводний човен «Єдиноріг».
Однак перехід кораблів до Фінляндії не зняв загрози їх захоплення, оскільки за умовами Берестейського договору Росія мала зобов'язання перевести всі військові кораблі до своїх портів, де негайно їх роззброїти. Кораблі необхідно було терміново переводити в Кронштадт. З 12 по 17 березня був проведений другий етап евакуації Балтійського флоту до Петрограда і Кронштадта. Перший загін у складі лінкорів «Гангут», «Полтава», «Севастополь», «Петропавловськ», крейсерів «Адмірал Макаров», «Богатир», «Рюрик» у супроводі криголамів «Єрмак» і «Волинець» у сильні тумани, ламаючи суцільний лід, вийшов з Гельсінгфорса і незабаром дістався Кронштадта.
2 квітня, за день до висадки німецької Балтійської дивізії фон дер Ґольца на півострів Ханко, в гавані Гангу були підірвані 4 підводні човни типу «АГ», їх плавбаза пароплав «Оланд» і сторожовик «Яструб», які у відсутності на базі криголамів не могли її покинути. Наступного дня на зовнішньому Свеаборгському рейді англійці знищили 7 своїх підводних човнів, які воювали у складі російського Балтійського флоту, їх плавбазу «Амстердам» та 3 британські пароплави.
5 квітня зі Гельсінгфорса спішно вийшов другий загін у складі лінкорів «Андрій Первозванний», «Республіка», крейсерів «Олег», «Баян», 3 підводних човнів і 2 портових криголамів. Через захоплення криголамів «Волинець» і «Тармо» фінами, лінкор «Андрій Первозванний» виконував їхні функції, проламуючи прохід у льоду своїм броньованим корпусом. На третю добу походу біля острова Родшер загін був зустрінутий криголамом «Єрмак» і крейсером «Рюрик». 10 квітня кораблі 2-го загону, за винятком одного з підводних човнів, що отримав пошкодження і повернувся в Гельсінгфорс, прибули в Кронштадт.
З 7 по 11 квітня в міру готовності з Гельсфнгфорса виходили 172 кораблі 3-го зведеного загону, що поділявся на чотири групи (45 есмінців, три міноносці, 10 підводних човнів, 5 мінних загороджувачів, 6 тральщиків, 11 сторожових кораблів, 81 допоміжне судно). Кораблі виходили й слідували різними маршрутами, дотримуючись проходів вздовж фінських шхер північного фарватеру. По дорозі до них приєднався 4-й загін кораблів, що вийшов з Котки. Перехід цих загонів був найскладнішим, утім до 22 квітня всі кораблі та судна цього загону прибули в Кронштадт і Петроград.

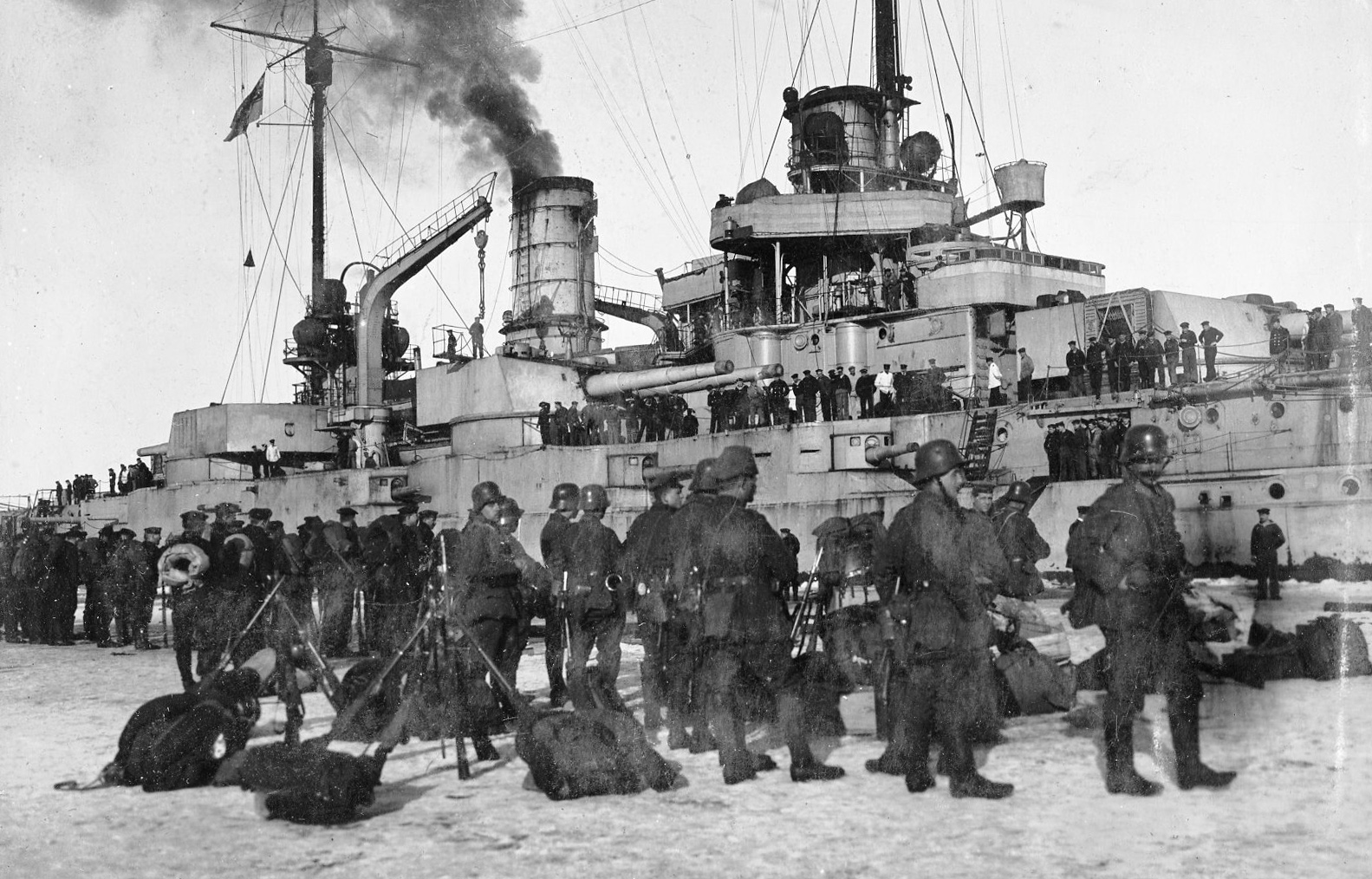
Висадка німецьких експедиційних військ в Екерьо. 5 березня 1918

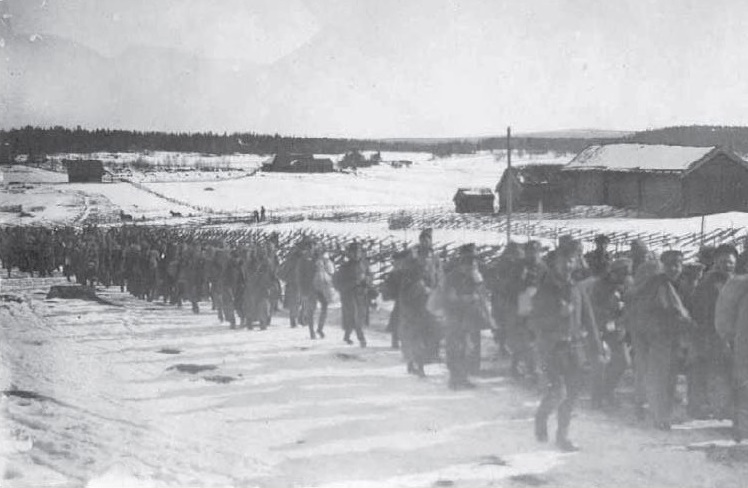
Російські військовополонені під конвоєм супроводжуються до пароплавів в Екерьо. Березень 1918

У травні 1918 року організатор Льодового походу Щастний О. М. був нагороджений орденом Червоного Прапора. Але, вже за кілька днів за особистим наказом Л. Д. Троцького капітан Щастний О. М. «на знак подяки» за безприкладний подвиг з порятунку 226 кораблів та суден Балтійського флоту був заарештований, звинувачений «у злочинах за посадою і контрреволюційні дії» і 21 червня був засуджений до розстрілу. У радянській військово-історичній літературі про його роль у Льодовому поході не згадувалося.
У грудні 1917 року Фінляндія здобула незалежність від Росії, і на Аландському архіпелазі, де базувалася частка Балтійського флоту, розпочався рух за приєднання островів до Швеції. Наприкінці січня 1918 року у Фінляндії почалася громадянська війна, і делегація остров'ян запросила аудієнції у шведського короля Густава V і прем'єр-міністра Швеції Йоганнеса Геллнера з проханням прийняття архіпелаг до складу Шведського королівства. 22 лютого на Аландських островах висадився шведський окупаційний корпус.
18 лютого 1918 року закінчилися тимчасове перемир'я між Радянською Росією та Німецькою імперією і німецьке командування розпочало операцію «Фаустшляґ». Зважаючи на власні інтереси у Фінляндії через її доступ до арктичних морів та близькість країни до Мурманської залізниці та більшовицької столиці Петрограда та на офіційне прохання сенату Фінляндії було розпочато вторгнення на Аландські острови.
28 лютого німецький загін з лінкорів «Вестфален» та «Рейнланд» з морським десантом на борту вийшов з Данцига в напрямку Аландських островів. Через складну льодову обстановку лишень 5 березня кораблі дісталися Екерьо. Наступного дня шведи уклали угоду з німцями, згідно з якою острови поділялися між ними. На островах німці захопили до 1000—1200 російських солдатів, жалюгідні рештки наземних та морських сил Російської республіки, яких переправили до Лієпаї. У Марієгамні німці взяли кілька російських військових кораблів і фінський пароплав «Балтік».
Шведський контингент перебував на архіпелазі до 26 травня 1918 року, а німецький був остаточно виведений у вересні того ж року.

#### Британські операції на Балтиці
У листопаді 1918 року, вже після завершення воєнних дій Першої світової війни, Королівський британський флот розпочав операцію «Червоний шлях», що мала за мету силами країн Антанти та їхніх союзників не допустити поширення більшовизму на теренах колишньої Російської імперії. Бойові дії Королівського флоту під командуванням контрадмірала Едвіна Александр-Сінклера тривали до листопада 1919 року.